# Jan Duklan Przyłuski
Jan Duklan Mieszkowicz Przyłuski herbu Lubicz – kasztelan brzeziński w latach 1782-1793, cześnik bracławski, starosta piotrkowski w latach 1775-1793, rotmistrz chorągwi 2. Brygady Kawalerii Narodowej. Był członkiem konfederacji Sejmu Czteroletniego. 
Poseł na sejm 1776 roku z województwa bracławskiego. Był członkiem warszawskiej  Komisji Dobrego Porządku w 1778 roku. W 1790 roku był członkiem Komisji Porządkowej Cywilno-Wojskowej dla powiatu krzemienieckiego województwa wołyńskiego.    
W 1781 roku został kawalerem Orderu Świętego Stanisława.